# Monumento ai marinai

Il Monumento ai marinai è un monumento commemorativo sito nel comune italiano di Castelveccana. L'opera è stata eretta per commemorare i marinai scomparsi durante la Grande Guerra
.

## Storia
Eretto nel 1923 sulla collina nella quale era edificata la Rocca di Travaglia distrutta nel 1513, il monumento ha forma piramidale ed è attorniato da grandi scale presenti su tutti i lati. Al suo interno è presente una lapide di marmo recante i nomi dei residenti a Castelveccana che sono periti nella prima guerra mondiale.